# Jaiminīya Brāhmaṇa
Il Jaiminīya Brāhmaṇa (Il "Brāhmaṇa [dello udgātṛ] Jaimini"), anche Talavakāra Brāhmaṇa (Il "Brāhmaṇa della scuola dei talava", quindi "della scuola dei musici") è un Brāhmaṇa afferente al Sāmaveda.
Il Jaiminīya Brāhmaṇa inerisce al sacrificio del soma e alle relative melodie sacrificali da utilizzare, essendo attinente al Sāmaveda risulta di pertinenza di quel sacerdote cantore detto udgātṛ.